# Кыкрина
Кыкрина (болг. Къкрина) — село в Болгарии. Находится в Ловечской области, входит в общину Ловеч. Население составляет 287 человек.

## История
Кыкрина известна как место, где в декабре 1872 года был арестован турками Васил Левский.

## Политическая ситуация
Кыкрина подчиняется непосредственно общине и не имеет своего кмета.
Кмет (мэр) общины Ловеч — Минчо Стойков Казанджиев (Болгарская социалистическая партия (БСП)) по результатам выборов в правление общины.

## Фото

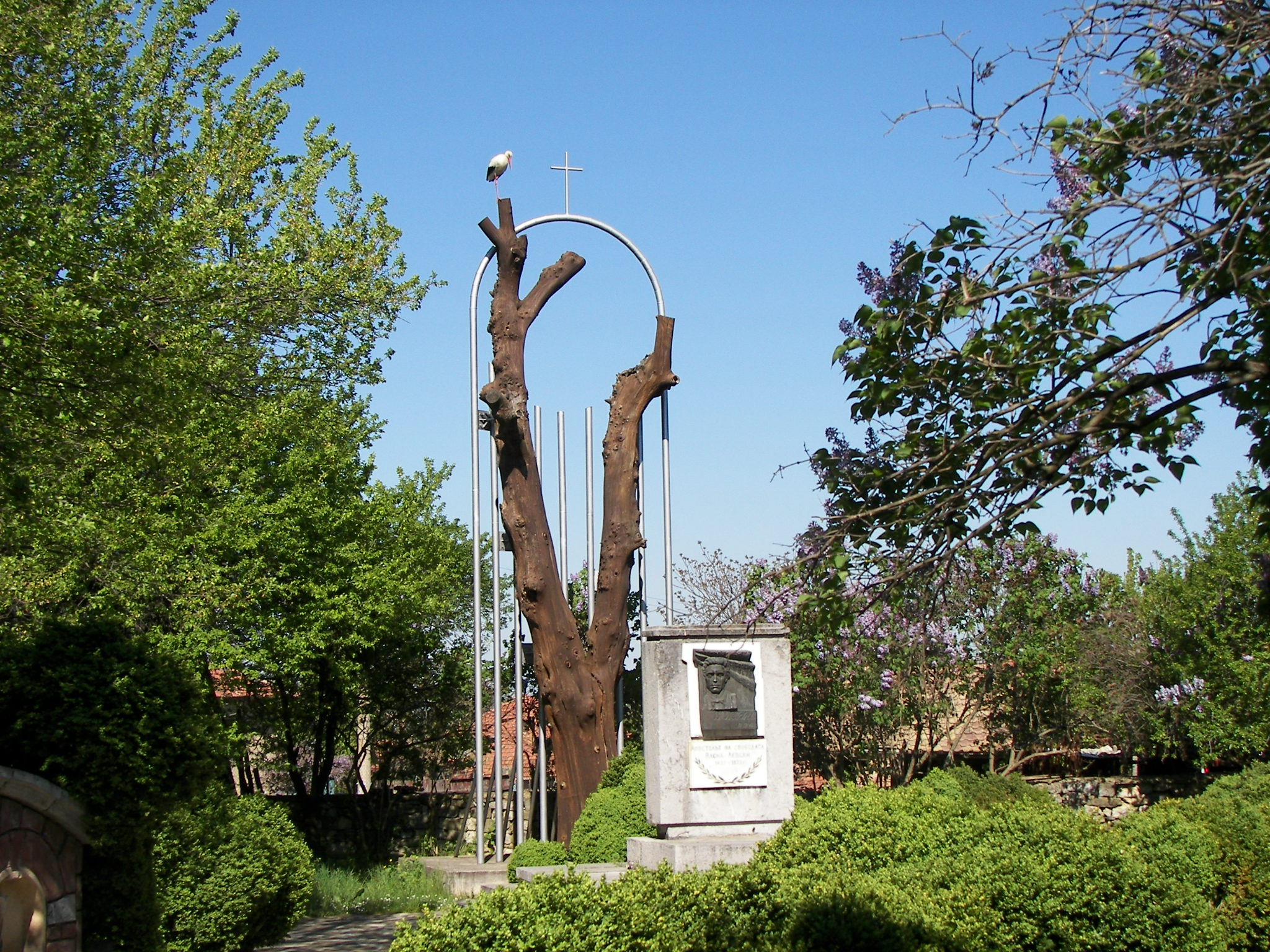
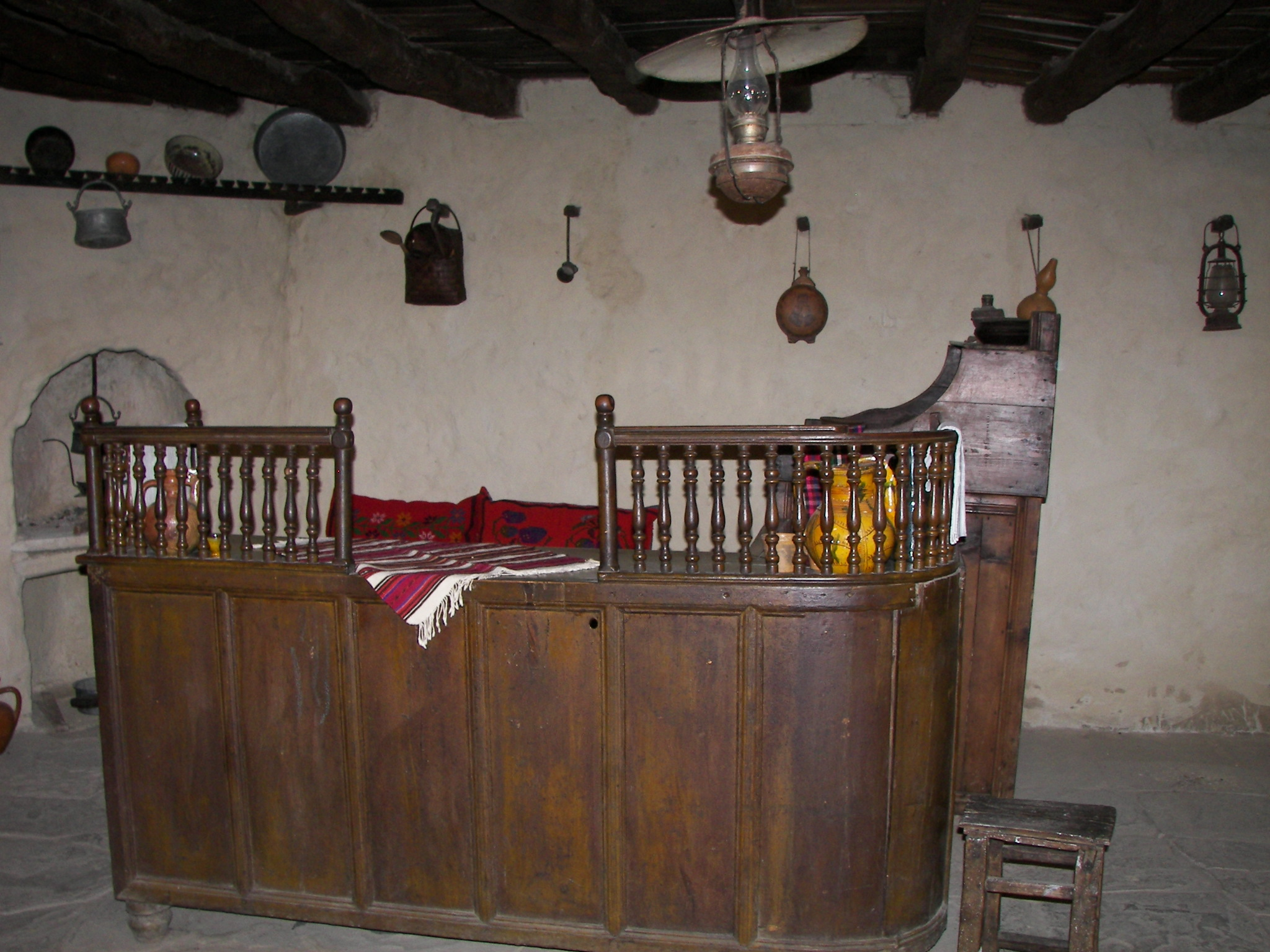
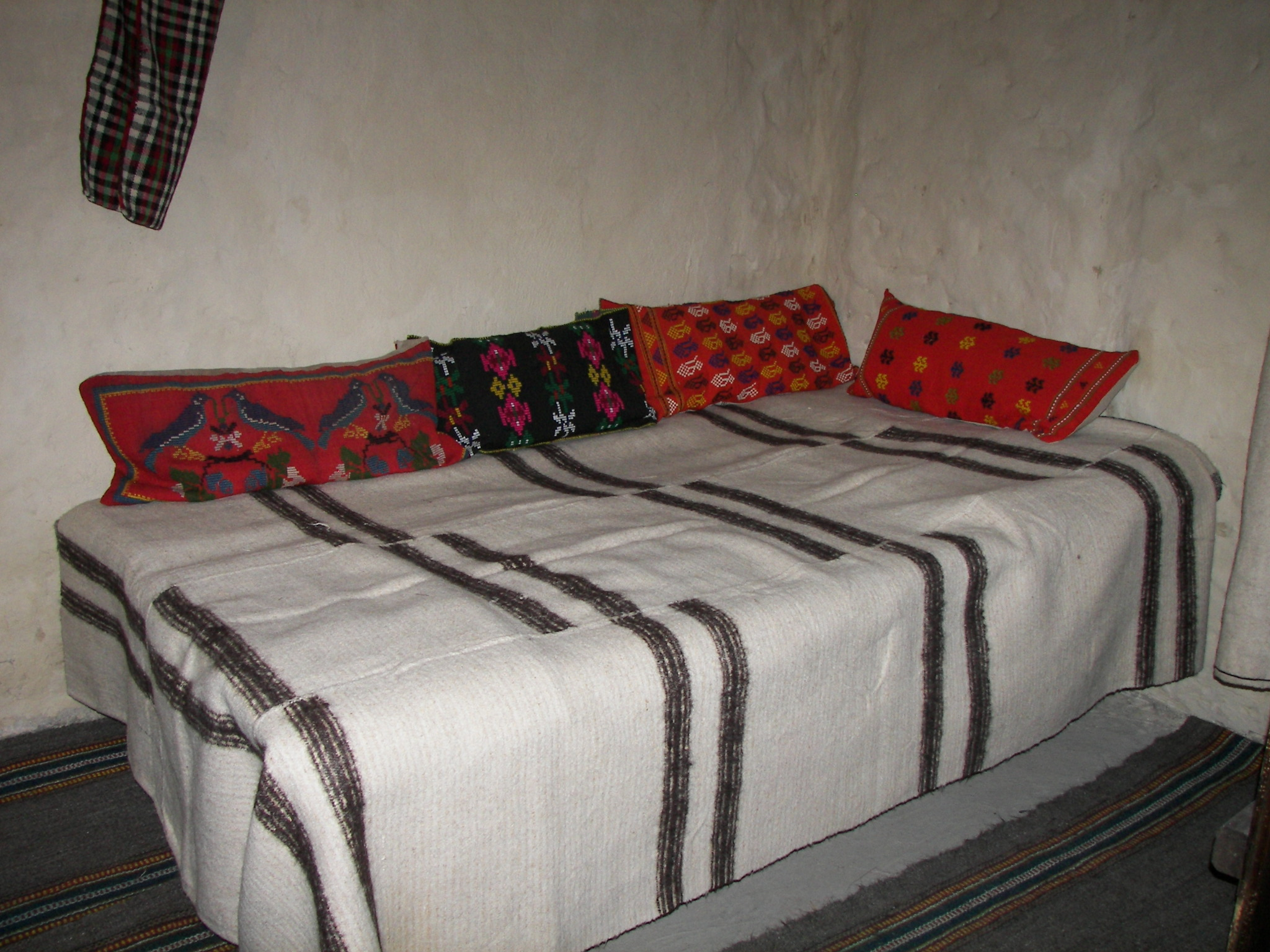
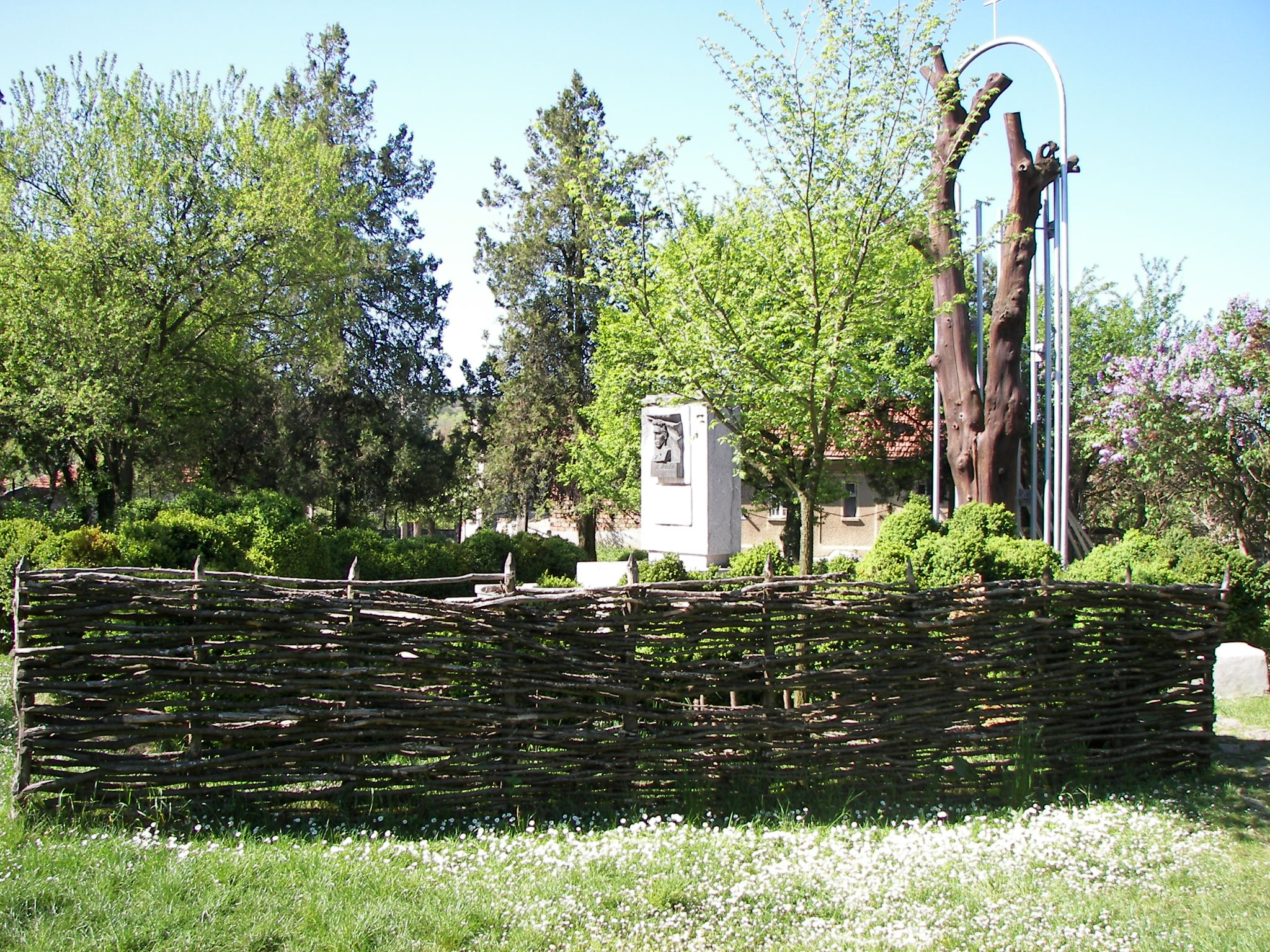